# 蘆子村
蘆子村（あしこむら）は、神奈川県足柄下郡に存在した村。現在の小田原市中心部の北側に位置した。現在の小田原市役所は旧村域内に所在する。

## 地理
- 河川 ： 山王川
- 用水路 ： 荻窪用水

## 歴史

### 村名の由来
山王川の下流域を蘆子川と称したことによる。

### 沿革
- 1889年（明治22年）4月1日 - 町村制の施行により、荻窪村、谷津村、中島村、町田村、池上村および久野村飛地が合併して蘆子村が発足。
- 1908年（明治41年）4月1日 - 二川村、久野村、富水村と合併して足柄村が発足。同日蘆子村廃止。

## 交通

### 鉄道路線
現在は伊豆箱根鉄道大雄山線、小田急小田原線が村域内を通過しているが、当時は未開業。

## 現在の町名
- 住居表示実施地区
  - 扇町一 - 六丁目（大字荻窪、大字谷津、大字池上）
  - 寿町一 - 五丁目（大字町田）
  - 栄町一 - 四丁目（大字荻窪）
  - 城山一 - 四丁目（大字荻窪、大字谷津）
  - 中町一 - 三丁目（大字荻窪、大字町田、大字中島）
  - 東町一 - 五丁目（大字町田、大字中島）
- 住居表示未実施地区
  - 荻窪、谷津、池上